# Hypena laceratalis
Hypena laceratalis là một loài bướm đêm thuộc họ Erebidae. Nó là loài bản địa của Châu Phi (nhưng đã được du nhập một cách cố ý vào Úc năm 1965 để kiểm soát Lantana camara.
Ấu trùng ăn Lantana camara. Chúng ăn phía dưới lá, tạo thành lá thủng lốm đốm..

## Hình ảnh

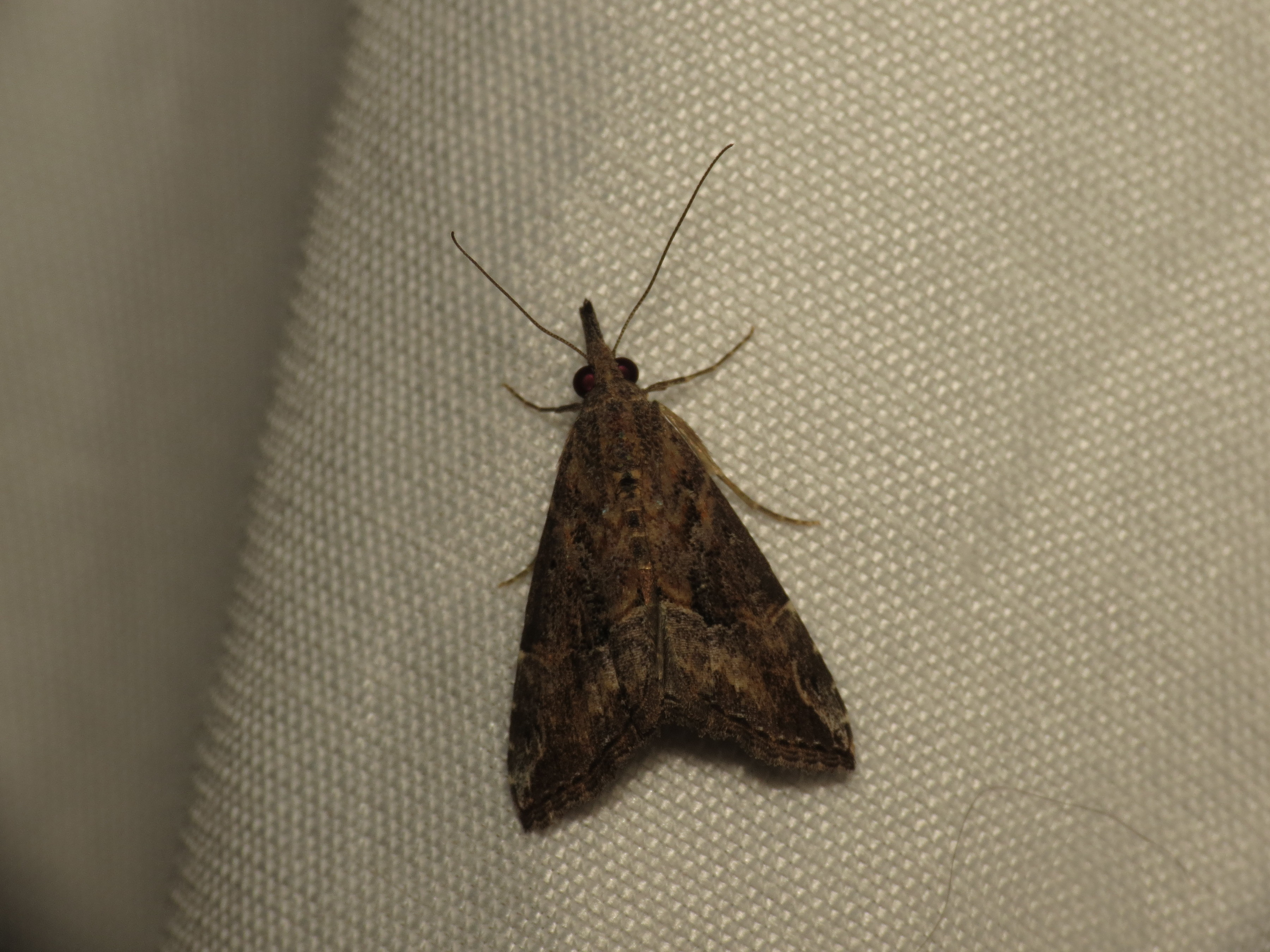
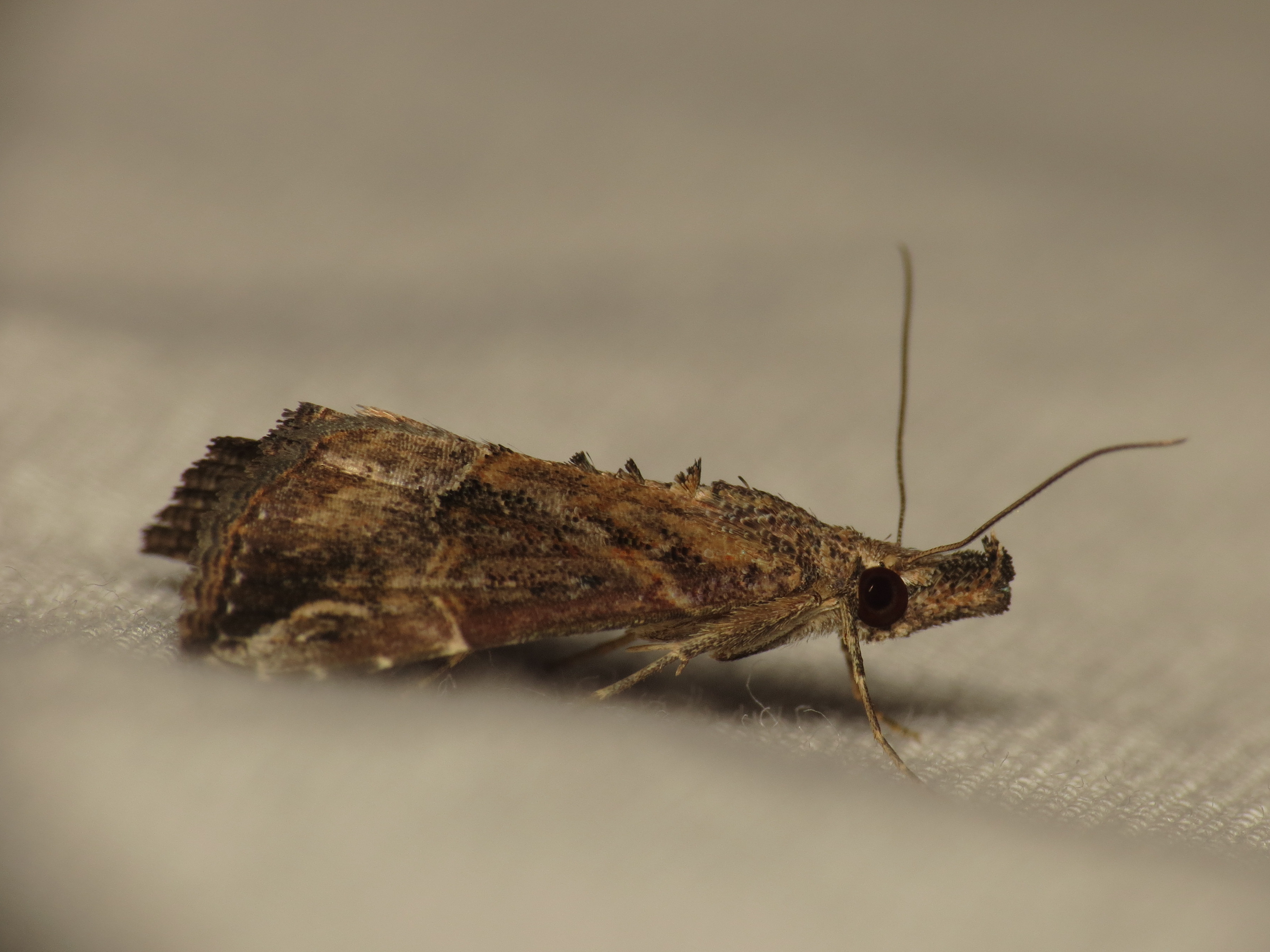
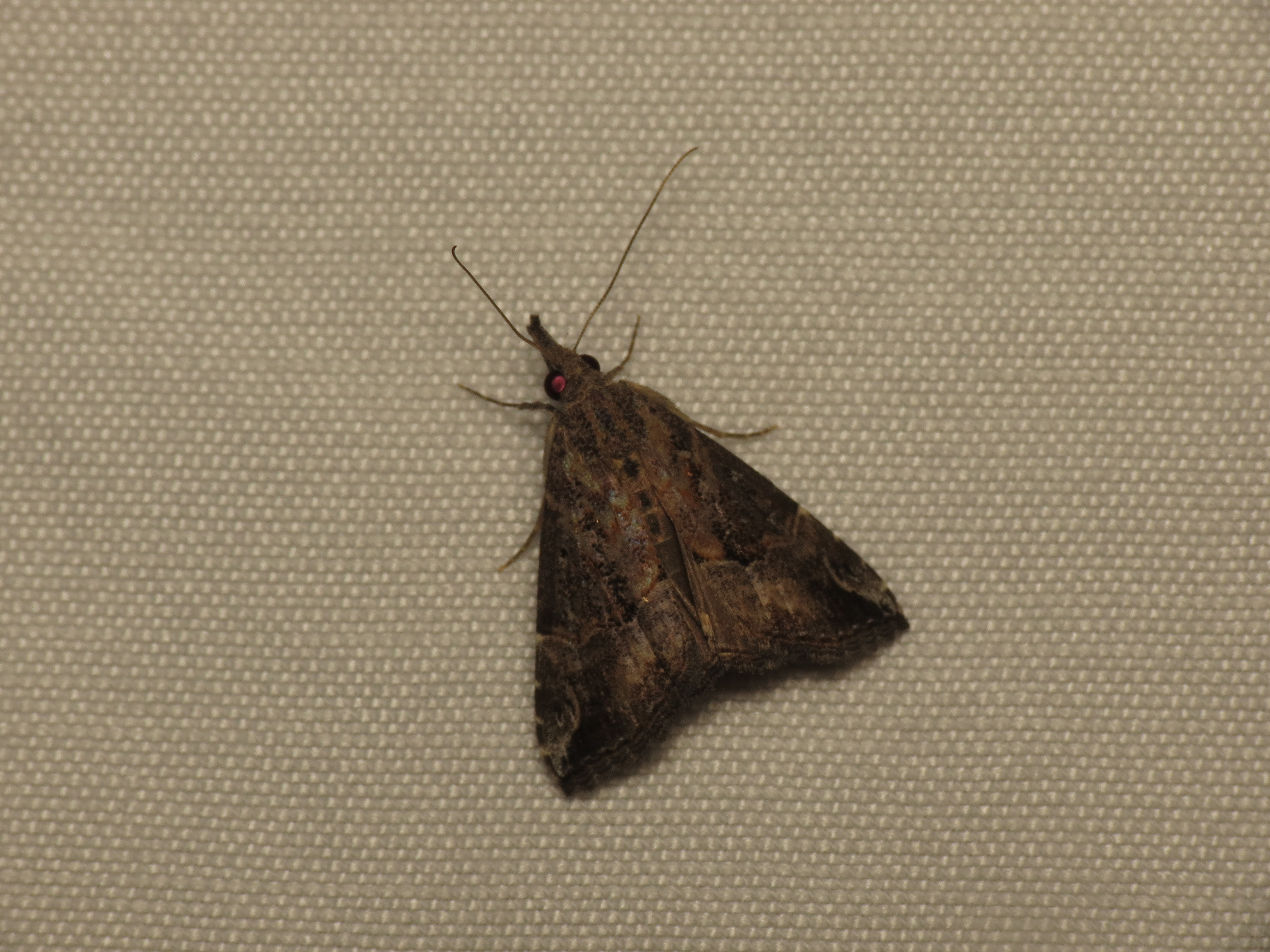
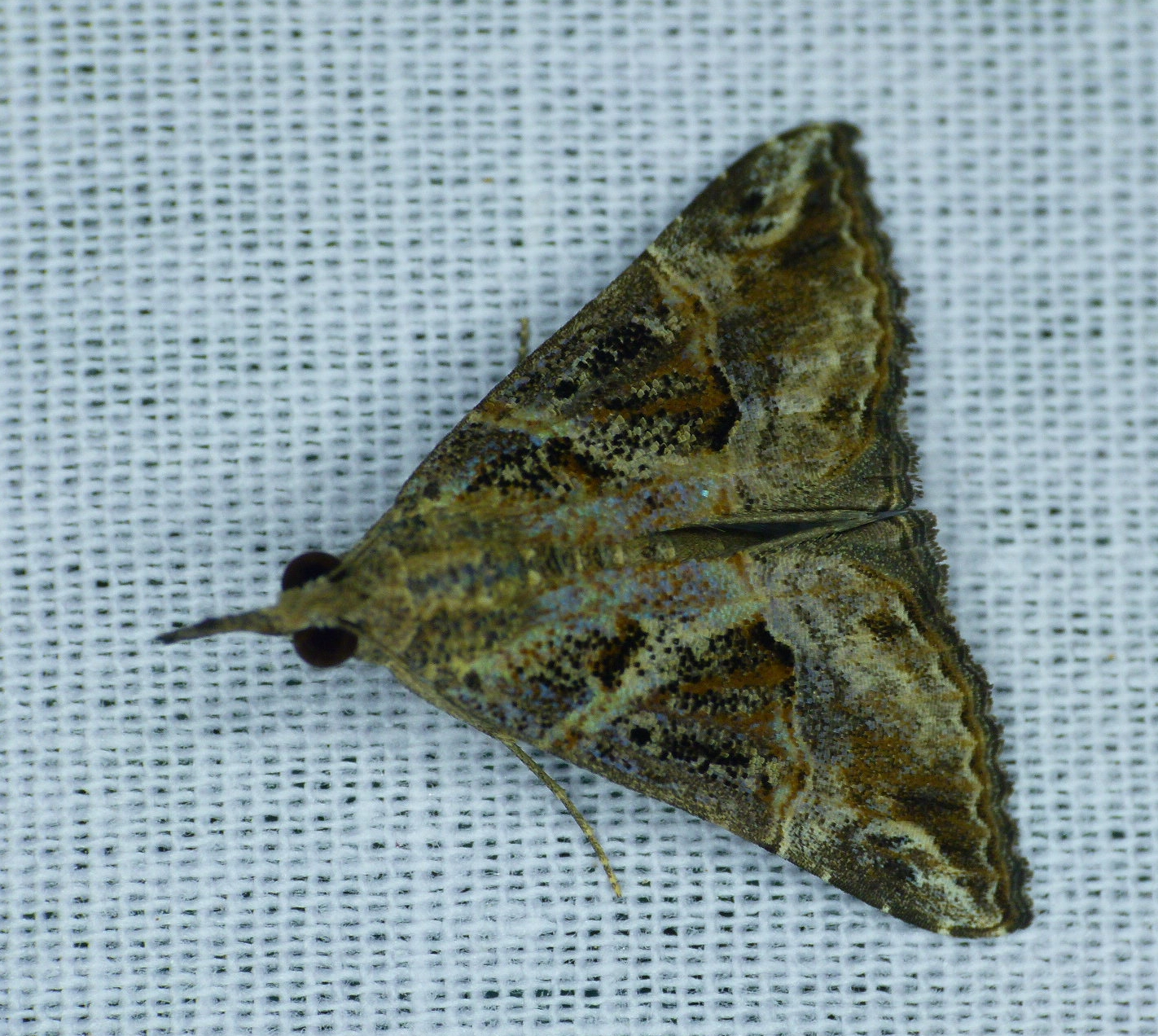